# Uppvigling
Uppvigling är ett brott mot allmän ordning, alternativt ett brott mot staten. Brottet kan syfta till att offentligen uppmuntra eller organisera motstånd mot en regering eller dess lagar, och anses då som ett mindre allvarligt brott än förräderi.

## I olika länder

### Sverige
Uppvigling innebär i svensk rätt att i ord eller skrift uppmana andra till brott eller ohörsamhet. Uppvigling kan också betyda att man uppmanar krigsmän att åsidosätta sina skyldigheter. Om brottet är ringa döms ej till ansvar, men om brottet bedöms som grovt kan den skyldige dömas till fängelse i upp till fyra år.
Brottet uppvigling regleras i femte paragrafen i brottsbalkens sextonde kapitel, "Om brott mot allmän ordning":
Den som muntligen inför menighet eller folksamling, i skrift som sprides eller utlämnas för spridning eller i annat meddelande till allmänheten uppmanar eller eljest söker förleda till brottslig gärning, svikande av medborgerlig skyldighet eller ohörsamhet mot myndighet, dömes för uppvigling till böter eller fängelse i högst sex månader.

### Övriga länder
Uppvigling enligt brittisk rätt (sedition) inkluderade förr i allmänna ordalag publicerandet av agitationsskrifter eller agitation i tal. Numera talar den brittiska rättsbalken tydligare om vad som kvalificerar som uppvigling eller inte. Bland annat åtalades Thomas Paine i Storbritannien för seditious libel, ung. "uppviglande förtal". 
I vissa länder och tider har det varit uppvigling av visa fram vissa flaggor eller främja vissa politiska eller kriminella rörelser. För att motverka uppvigling och illojala yttringar mot staten krävdes i USA efter andra världskriget att vissa offentliga tjänstemän svor en trohetsed.